# Ernst Pauer
Ernst Pauer   (Viena, 21 de desembre de 1826 - Seeheim-Jugenheim, 5 de maig de 1905) fou un pianista i compositor austríac.
Era fill d'un super-intendent general, i des d'infant demostrà grans aptituds per la música. El seu primer professor de piano ho fou el músic hongarès Theodor Dirzka, i el 1840 fou deixeble del pianista Franz Xaver Wolfgang Mozart, fill del cèlebre compositor d'aquest nom; també estudià amb el músic hongarès Simón Sechter, i des de 1845 fins a 1846 va tenir per mestre en Franz Lachner, de Múnic.
El 1847 fou nomenat director de música a Magúncia, on residí fins al 1851. Aquest mateix any recollí molts aplaudiments com a concertista a Londres, on s'establí definitivament, després d'haver contret matrimoni amb la cantant Andreae, de Frankfurt del Main. El 1861 donà alguns concerts amb programes analítics detallats, i aconseguí tal fama com a pianista i com compositor, que ben aviat assolí crear-se una posició independent a Londres.
També es feu aplaudir en el continent, sobretot en els concerts que donà a Alemanya, i el 1866 fou nomenat pianista de la cort imperial d'Àustria. A partir de 1870 donà diverses conferències sobre la història de la literatura del piano, que tingueren molt bona acollida. En la mort de Cipriani Potter el 1871 substituí a aquest pianista com a professor de piano de la Royal Academy of Music, i el 1876 fou nomenat primer professor de piano de la National training school for music. Publicà moltes obres de música clàssica per a piano, tals com Alte Klaviermusik, Alte Meister, Old English composers for the virginal and harpsichord, i una edició popular dels clàssics, des de Bach fins Schumann.
Publicà a més, diverses obres didàctiques com: Grosse theoritsche praktische Klavierschule de Sigmund Lebert i Ludwig Stark (Stuttgart, 1904), Parnassum, Primer of the pianoforte, i els escrits; Elements of the beatiful in music (1876), Primer of musical forms (1878), i The pianist's dictionary (1895).
Entre les seves composicions cal mencionar les òperes Don Riego, estrenada a Magúncia el 1850, i Die roten Maske representada també a Magúncia i a Mannheim (1851), i diverses obres de música de cambra i per a orquestra.
A més fou un dels més actius col·laboradors del Dictionary of music and musiciens.
El seu fill Max von Pauer (1866-1945) també fou un cèlebre pianista.